# كولن إم. إينغيرسول
كولن إم. إينغيرسول هو محامي وسياسي أمريكي، ولد في 11 مارس 1819 في نيو هيفن في الولايات المتحدة، وتوفي بنفس المكان في 13 سبتمبر 1903. نشط حزبياً في الحزب الديمقراطي. وقد انتخب عضو مجلس النواب الأمريكي ‏.